# Новиці (Нижньосілезьке воєводство)
Новиці (пол. Nowice) — село в Польщі, у гміні Явожина-Шльонська Свідницького повіту Нижньосілезького воєводства.
Населення — 340 осіб (2011).
У 1975-1998 роках село належало до Валбжиського воєводства.

## Демографія
Демографічна структура станом на 31 березня 2011 року:
|          | Загалом | Допрацездатний вік | Працездатний вік | Постпрацездатний вік |
| -------- | ------- | ------------------ | ---------------- | -------------------- |
| Чоловіки | 176     | 32                 | 129              | 15                   |
| Жінки    | 164     | 34                 | 98               | 32                   |
| Разом    | 340     | 66                 | 227              | 47                   |